# Markea atlantica
Markea atlantica är en potatisväxtart som beskrevs av João Renato Stehmann och Giacomin. Markea atlantica ingår i släktet Markea och familjen potatisväxter. Inga underarter finns listade i Catalogue of Life.